# 9676 Eijkman
9676 Eijkman è un asteroide della fascia principale. Scoperto nel 1960, presenta un'orbita caratterizzata da un semiasse maggiore pari a 3,0773718 UA e da un'eccentricità di 0,1660476, inclinata di 0,61534° rispetto all'eclittica.